# كين ويليس
كين ويليس (بالإنجليزية: Ken Willis)‏ هو لاعب كرة قدم أمريكية أمريكي، ولد في 6 أكتوبر 1966 في أوينسبورو في الولايات المتحدة.

## وصلات خارجية
- كين ويليس على موقع مرجع كرة القدم المحترفة.كوم (الإنجليزية)
- كين ويليس على موقع IMDb (الإنجليزية)